# Zweites Romanisches Haus (Berlin)

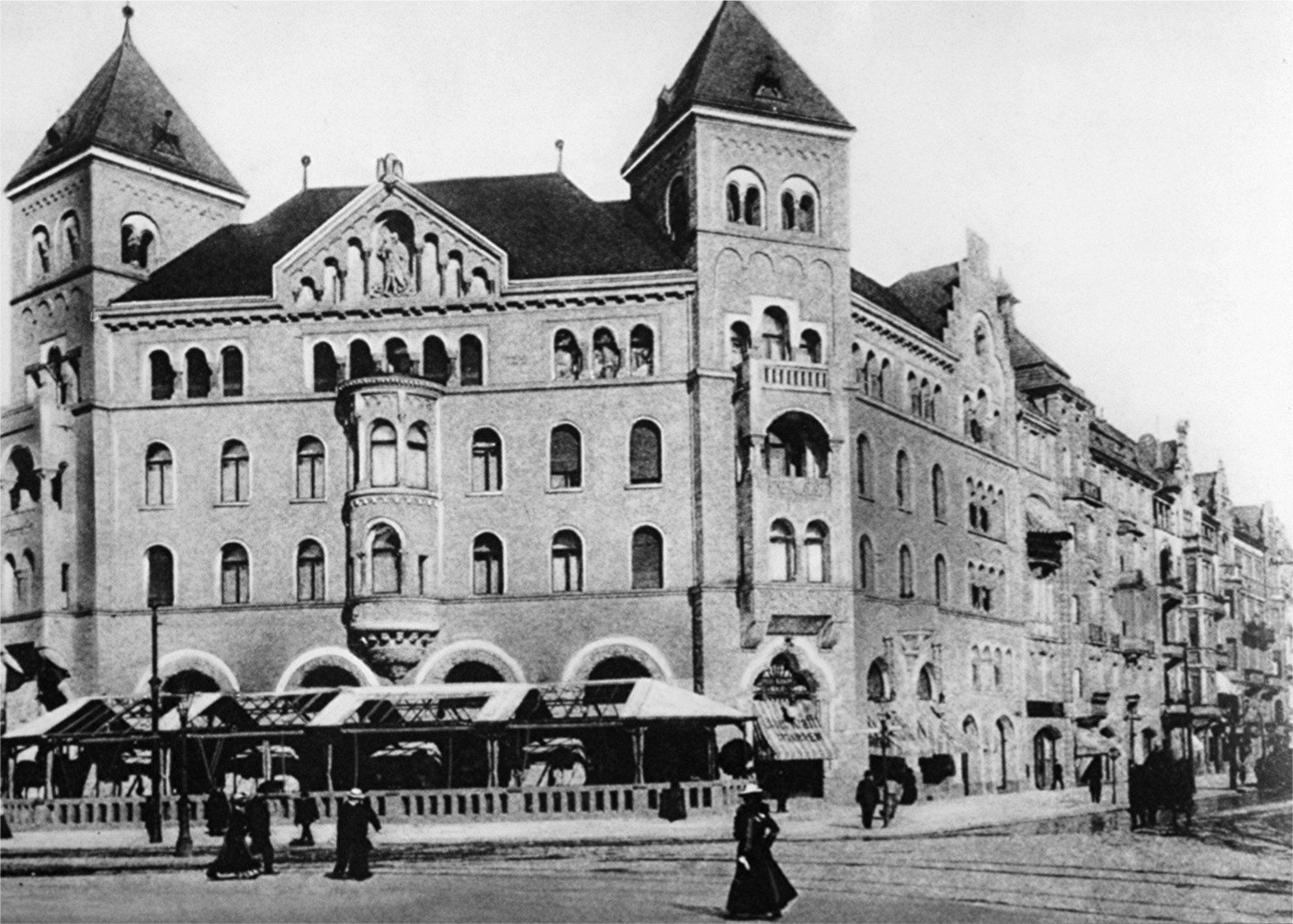
Neues Romanisches Haus, Blick vom Kurfürstendamm aus westlicher Richtung, um 1900

Den Namen Zweites Romanisches Haus, zeitgenössisch häufiger Neues Romanisches Haus oder auch Romanisches Haus II, trug ein neoromanisches Wohn- und Geschäftshaus am Auguste-Viktoria-Platz (heute: Breitscheidplatz) im Berliner Ortsteil Charlottenburg. Es wurde 1900–1901 erbaut und im Zweiten Weltkrieg 1943 durch Brandbomben weitgehend zerstört, seine Ruine wurde – wie die meisten ebenfalls stark beschädigten Gebäude in der unmittelbaren Umgebung – einige Jahre nach Kriegsende abgetragen. Besondere Bedeutung für die Berliner Kulturgeschichte erlangte das Haus, weil es in seinem Erdgeschoss das Romanische Café beherbergte, eines der bekanntesten Künstlerlokale der Stadt.

## Geschichte und Architektur
Das Gebäude wurde nach einem Entwurf des Architekten Franz Schwechten erbaut, von dem auch die 1891–1895 auf dem Platz errichtete Kaiser-Wilhelm-Gedächtniskirche stammte. Nach vierzehnmonatiger Bauzeit wurde es am 1. April 1901 eröffnet. Das Grundstück östlich der Kirche – gegenüber ihrem Chor – lag südlich an der Tauentzienstraße (Hausnummer 12b) und nördlich am nordöstlichen Teilstück des Kurfürstendamms (Hausnummer 238), das 1925 in Budapester Straße umbenannt wurde.
Wie zuvor bereits das („Alte“) Romanische Haus I auf der Westseite des Platzes vor dem Turm der Kirche sollten die städtebaulich prägnantesten Gebäude zu ihr passend im Stil der Neoromanik gestaltet werden. Das Ensemble aus der Kirche, den zwei Wohn- und Geschäftshäusern und den am Beginn der Hardenbergstraße 1905–1906 gebauten Wilhelmshallen wird retrospektiv auch häufig als „Romanisches Forum“ bezeichnet.

Grundriss des Erdgeschosses

Nach seiner Fertigstellung beherbergte das Haus im Erdgeschoss an der Kurfürstendamm-Seite eine Depositenkasse der Dresdner Bank, an der Platzseite mit einer Außengastronomie-Terrasse die Café-Konditorei Kaiserhof der Berliner Hotel-Gesellschaft (als eine Art Filiale des berühmten Hotels Kaiserhof) und an der Tauentzienstraße drei kleinere Ladenlokale. Während auf den im Herbst 1901 gedruckt veröffentlichten Fotos des Hauses die Fenster der Café-Konditorei die Aufschrift Conditorei Kaiserhof tragen, nennt das Berliner Adressbuch für das Jahr 1902 bereits das Romanische Café, das später unter Leitung des „Cafétiers“ Bruno Fiering zum bekanntesten Künstlertreff Berlins wurde. In den oberen Geschossen waren acht Wohnungen untergebracht, die bei unterschiedlicher Größe jedoch alle auf wohlhabende Mieter zugeschnitten waren – wie im ganzen Quartier ringsum.
Bestimmend für die Gestalt des Hauses waren zwei turmartige Eckbauten mit Pyramidendächern und Erkern und ein Runderker in der Mitte der Hauptfront. Die Fassaden waren in Werkstein gehalten, der Sockel in Niedermendiger Basaltlava, darüber in schlesischem Sandstein, Cottaer Sandstein und rheinischem Tuffstein. Sämtliche Modelle für den plastischen Schmuck der Fassaden und die Stuck-Dekorationen in der Café-Konditorei schuf der Berliner Bildhauer Gotthold Riegelmann (1864–1939).
Im Zweiten Weltkrieg brannte das Gebäude bei einem alliierten Luftangriff in der Sonntagnacht vom 21. November 1943 vollständig aus. Wolfgang Koeppen schrieb 1965: „[…] über uns loderte die Stadt, brauste der Feuersturm, ich stieg aus dem Schacht, der Turm der Kirche war zerschmettert, und das romanische Haus mit dem Romanischen Café glühte, als leuchte im Sieg die Oriflamme eines geheimen Vaterlandes.“
Das Grundstück blieb lange unbebaut, erst 1959 wurden die Trümmer beseitigt; ab 1963 wurde darauf das Europa-Center erbaut und am 2. April 1965 vom Regierenden Bürgermeister Willy Brandt feierlich eröffnet.